# أنيل ديساي
أنيل ديساي هو سياسي هندي، ولد في 2 مايو 1957. نشط حزبياً في Shiv Sena ‏. وقد انتخب عضو راجيا سابها ‏ وانتخب عضو راجيا سابها ‏ عن دائرة ماهاراشترا ‏ وقد انضم خلال فترته النيابية للكتلة البرلمانية Shiv Sena ‏.